# Capitol Music France
Pour les articles homonymes, voir Capitol.
 (avril 2022).
Si vous disposez d'ouvrages ou d'articles de référence ou si vous connaissez des sites web de qualité traitant du thème abordé ici, merci de compléter l'article en donnant les références utiles à sa vérifiabilité et en les liant à la section « Notes et références ».
Capitol Music France est un label musical généraliste français d'Universal Music Group. Il a été créé à la suite du rachat d'EMI par Universal Music Group. Le label est renommé Capitol Label Services en 2018, structurant l'entité en différents sous-labels classés par genre musical. Parmi ses divisions :
- 92i / 7Corp / Tallac Records
- Argentic Music
- Millenium
- Bendo Music

Le label est dirigé depuis juin 2016 par Alexandre Kirchhoff et par Dorian Taguelmint qui le rejoint en 2017. Capitol Label Services se hisse à la 1re place des labels en France en parts de marché albums et singles en 2017 & 2018 (source GfK). En 2019, il est le numéro 1 des labels en nouvelles productions francophones (source Yacast). Sur le premier semestre 2020, il reste numéro 1 des labels Universal Music France en parts de marché dans le TOP 200 singles : 14,7% de parts de marché total dont 13,5% en répertoire local (source GfK).   
Capitol a sorti en 2020 l’album de musique urbaine le plus écouté de l’année : Maes avec “Les Derniers Salopards” (#1 du Top Album stream en 2020 / source Gfk) et sera récompensé aux Victoires de la Musique avec le titre le plus streamé de l’année 2020 : Gradur feat. Heuss l’enfoiré - "Ne Reviens Pas".   
DJ Snake a choisi cette même année de rejoindre Capitol pour la sortie de ses projets en France.   
Début 2021, la structure de management/production Indifférence Prod décide à son tour de travailler avec Capitol pour ses projets.
En 2021 le label Capitol devient le premier label français à accompagner les artistes sur les NFTs : Rilès (Rilèsundayz), Ziak (lancement du 1er single), Booba (+600K CA en 48h).

## Premier label de France en 2022
En 2022, le label Capitol devient le 1er label de France avec 11,8% de parts de marché (source : OCC), comptabilisant 12,8 milliards de streams (inclus 6,7 milliards de streams premium), 655 470 albums vendus (albums + vinyles) ainsi que 11 dates complètes. 

### Certifications en 2022
Singles
- 22 singles de diamant
- 34 singles de platine
- 86 singles d'or

Albums
- 2 disques de diamant
- 2 double disques de platine
- 11 disques de platine
- 17 disques d'or
- 11 concerts complets

### TikTok
Le label se classe avec un total de 26 semaines en tête du Top TikTok France (50% de l'année).
Il remporte aussi le prix du titre de l'année 2022 sur TikTok avec le tube d'1PLIKÉ140 - Canada. 

### Trophées en 2022
- NRJ Music Awards | Soolking - Suavemente, Reprise / adaptation de l'année
- Victoires de la Musique | Barbara Pravi - Révélation féminine
- MTV Europe Music Awards | Sam Smith ft. Kim Petras - Unholy - Video for Good
- W9 d'or | Soolking - Suavemente | Clip le plus diffusé de l'année
- W9 d'or | Soolking - Suavemente | Titre le plus diffusé de l'année
- W9 d'or | Slimane - La Recette | Chanson d'amour de l'année

### Youtube
« Suavemente » est le clip resté le plus longtemps en tête du Top 100 France pour l’année 2022 (22 semaines consécutives sur 52, soit 42 % de l’année). L’artiste Soolking a été n° 1 à huit autres reprises cette même année, avec son titre « Balader » (feat. Niska), soit un total de 30 semaines en tête du Top hebdomadaire France (58 %).
"Filtré" de Timal ft. Gazo est le second titre du Top Clips Youtube 2022. 

## Capitol en 2023
En 2023, le label Capitol connait une année exceptionnelle : 
- #1 du Top Singles pendant 24 semaines
- #1 Top Singles streams de l'année avec Bolide Allemand de SDM
- #1 Top Albums Physique avec 2BIS de Florent Pagny
- #1 Duo Français de l'airplay Yacast avec  Slimane & Claudio Capéo - Chez toi (audience cumulée)
- 6 fois Top #1 TikTok France
- #1 Top Clips Youtube France pendant 31 semaines
- #1 Top Clips Youtube France avec Soolking - Casanova (106M de vues / #1 Pendant 22 semaines)

Le label comptabilise 13,3 milliards de streams (inclus 7,6 milliards de streams premium), 589 034 albums vendus (albums + vinyles). 

### Certifications en 2023
Singles
- 23 singles de diamant
- 35 singles de platine
- 67 singles d'or

Albums
- 1 disque de diamant
- 2 triple disques de platine
- 2 double disques de platine
- 13 disques de platine
- 14 disques d'or

### TikTok
Le label se classe 6 fois #1 du Top TikTok France. Il place aussi 53 titres dans le Top 50 TikTok France en 2023.  

### Trophées en 2023
- NRJ Music Awards | Slimane | Artiste masculin francophone de l'année
- NRJ Music Awards | Slimane - Chez toi | Collaboration francophone de l'année
- Les Flammes | Dosseh - Djamel | Performance Rap de l'année
- Les Flammes | Dinos - Hiver à Paris | Album Rap de l'année
- Les Flammes | Disiz - Rencontre | Featuring de l'année
- W9 d'or | SDM - Bolide allemand | Titre le plus diffusé de l'année
- W9 d'or | Florent Pagny - 2bis | Meilleure vente d'album physique

### Youtube
Le label Capitol occupe les deux premières places du Top Clips Youtube France pendant 31 semaines en 2023. « Casanova » de Soolking est le clip resté le plus longtemps en tête du Top 100 France pour l’année 2023 (22 semaines consécutives, 42 % de l’année, 106M de vues). "Bolide allemand" de SDM arrive en seconde position du Top Clips Youtube France (64M de vues / #1 pendant 5 semaines).  

### Premier label français à l'international
En 2023, Capitol devient le premier label français à l'international.
Singles
- 3 double singles diamant
- 5 singles de diamant
- 5 singles de platine
- 30 singles d'or

Albums
- 2 double disques de platine
- 5 disques de platine
- 4 disques d'or

## Artistes du label
Roster actif
- Millenium : Niska, L2B, Ziak, Davinhor ,1PLIKÉ140, Dosseh, PURP,
- 92i / 7 Corp / Tallac Records : Booba, SDM, Green Montana, Elia, KRN, Roni 0 Block
- Argentic Music : Timal, Norsacce, Yaro, Sto, Younsss, Le Rain-T, Game Over, H.La Drogue, Missan, Microbe, Binks Beatz,  34Murphy, Caesaria, Lakyshta, Aprile, Nassim, Dimanche, Teevii, Trigga, Bimbim, DJ Hamida
- Bendo Music : Zamdane, Imen Es, Django, Malo, Warren Saada, IPNDEGO, La Kadrilla, i300, Coyote Jo Bastard
- Capitol France
  - Variété Française / Pop :  Florent Pagny, Saan, Sophie Tapie
  - Electro Pop : DJ Snake, The Avener, Julian Perretta, M.I.L.K ...
  - Pop Urbaine : Soolking, Jungeli, Josas, Bahysa, Bengous & Paga
  - Hip Hop / Rap : Maes, Enima, Némir, Lino, T2R, ADVM, Zeguerre, Sifax, MIG, Captaine Roshi, KR Malsain, Nyda
- Indifférence Prod / Lutece / Amaterasu : Vitaa & Slimane, Slimane, Dadju, Franglish
- SPKTAQLR : Dosseh

Roster catalogue
Gradur, Marwa Loud, Dinos, Lacrim, Disiz, Chilla, Ateyaba (Joke), KIK, LMB, Liim’s,  Koba LaD, Shay, Damso, MHD, Indila, Kendji Girac, L’Algérino, SCH, Sofiane, Rilès, Uzi, RK, Kalash, Vald, Niro, Kofs, Keen’ V, Joé Dwet Filé, Bolémvn, Kalash Criminel, Amel Bent, Marie Plassard, Thabiti, La Zarra, Barbara Pravi, Pauline Croze, Christophe, Enrico Macias, Naïve New Beaters, Khaled, Fréro DeLaVega, Hatik, Benash, Bramsito, DJ Mike One, Lestin, Bilton, Dixon, Dilomé, Martin Solveig, Marina Kaye, Taïro